# Keijo Korhonen
Keijo Korhonen (ur. 7 października 1956 r. w Leppävirta) – fiński skoczek narciarski. Najlepsze wyniki w Pucharze Świata osiągnął w sezonie 1982/1983, kiedy zajął 40. miejsce w klasyfikacji generalnej.
Największym sukcesem tego skoczka jest brązowy medal mistrzostw świata w Oslo wywalczony drużynowo.

## Puchar Świata

### Miejsca w klasyfikacji generalnej
| Sezon     | Miejsce           |
| --------- | ----------------- |
| 1979/1980 | 57.               |
| 1980/1981 | niesklasyfikowany |
| 1981/1982 | 52.               |
| 1982/1983 | 40.               |

## Mistrzostwa świata
- Drużynowo
  - 1982 Oslo (NOR) – brązowy medal